# Rio Vide
Rio Vide is een plaats (freguesia) in de Portugese gemeente Miranda do Corvo en telt 897 inwoners (2001).